# Niobe (Schiff, 1867)
Die Niobe, auch HMS Niobe, war eine 1866 gebaute Holzrumpf-Sloop der Royal Navy und gehörte zur Amazon-Klasse. Sie war das dritte Schiff der Royal Navy, das den Namen Niobe trug.

## Technik
Die Dampfmaschine wurde von Ravenhill & Salkeld geliefert.

## Einsatz
Die Niobe war im Bereich Nordamerika und Westindische Inseln eingesetzt.

## Verbleib
Am 21. Mai 1874 strandete die Niobe vor der Insel Miquelon und wurde von der Besatzung aufgegeben.